# Judy Herrera
Jude Herrera est une actrice américaine née à Nouveau-Mexique (États-Unis). Elle a étudié l'art dramatique à l'American Musical and Dramatic Academy à New York.

## Filmographie

### Cinéma
- 1997 : Postman de Kevin Costner : Carrier
- 1997 : Melting Pot (Race) de Tom Musca : Dolores
- 1998 : East of Hope Street de Nate Thomas : Alicia Montalvo
- 1998 : Restons groupés de Jean-Paul Salomé : Desawenta
- 1999 : La Ligne verte (The Green Mile) ) (scènes coupées) de Frank Darabont : Bitterbuck's Daughter
- 2000 : The Independent de Stephen Kessler : Blue Sky
- 2001 : Tortilla Soup de Maria Ripoll : Eden
- 2001 : The Doe Boy de Randy Redroad : Geri
- 2002 : The Flats de Kelly and Tyler Requa : Paige
- 2007 : Tortilla Heaven de Judy Hecht Dumontet : Dinora
- 2010 : État de choc (Inhale) de Baltasar Kormákur : Claudia

### Télévision
- 1996 : Blue Rodeo (Téléfilm) : Bonnie Tsotsie
- 1997 : Urgences (ER, série TV) (épisode Friendly Fire) : Pedes Nurse
- 1999 : Walker, Texas Ranger, de Christopher Canaan, Leslie Greif et Paul Haggis (série TV) (épisodes Team Cherokee: Part 1 et Team Cherokee: Part 2) : Rachel Falcon
- 2006 : Wildfire (série TV) (épisode A Good Convict is Hard to Find) : Leanne Diaz
- 2008 : Living Hell (Organizm) (Téléfilm) : Pfc. Una Fernandes